# تشون كوك دو

شعار مركز شون كوك دو للفنون القتالية

شون كوك دو (بالإنجليزية: Chun Kuk Do)‏ ، هي مركز تدريبي رياضي المهتم لرياضة الفنون القتالية بالولايات المتحدة الأمريكية ، وتشمل رياضة الكاراتيه والجودو وجيو جيتسو البرازيلية.

## وصلة خارجية
- UFAF Official Website